# NGC 4674
NGC 4674 est une galaxie spirale barrée vue par la tranche et située dans la constellation de la Vierge. Sa vitesse par rapport au fond diffus cosmologique est de 1 846 ± 44 km/s, ce qui correspond à une distance de Hubble de 27,2 ± 2,0 Mpc (∼88,7 millions d'al). NGC 4674 a été découverte par l'astronome britannique John Herschel en 1836.

## Supernova
La supernova SN 1907A a été découverte dans NGC 4674 le 9 mai par l'astronome néerlando-américain Willem Jacob Luyten. Le type de cette supernova n'a pas été déterminé.